# Banana fe'i

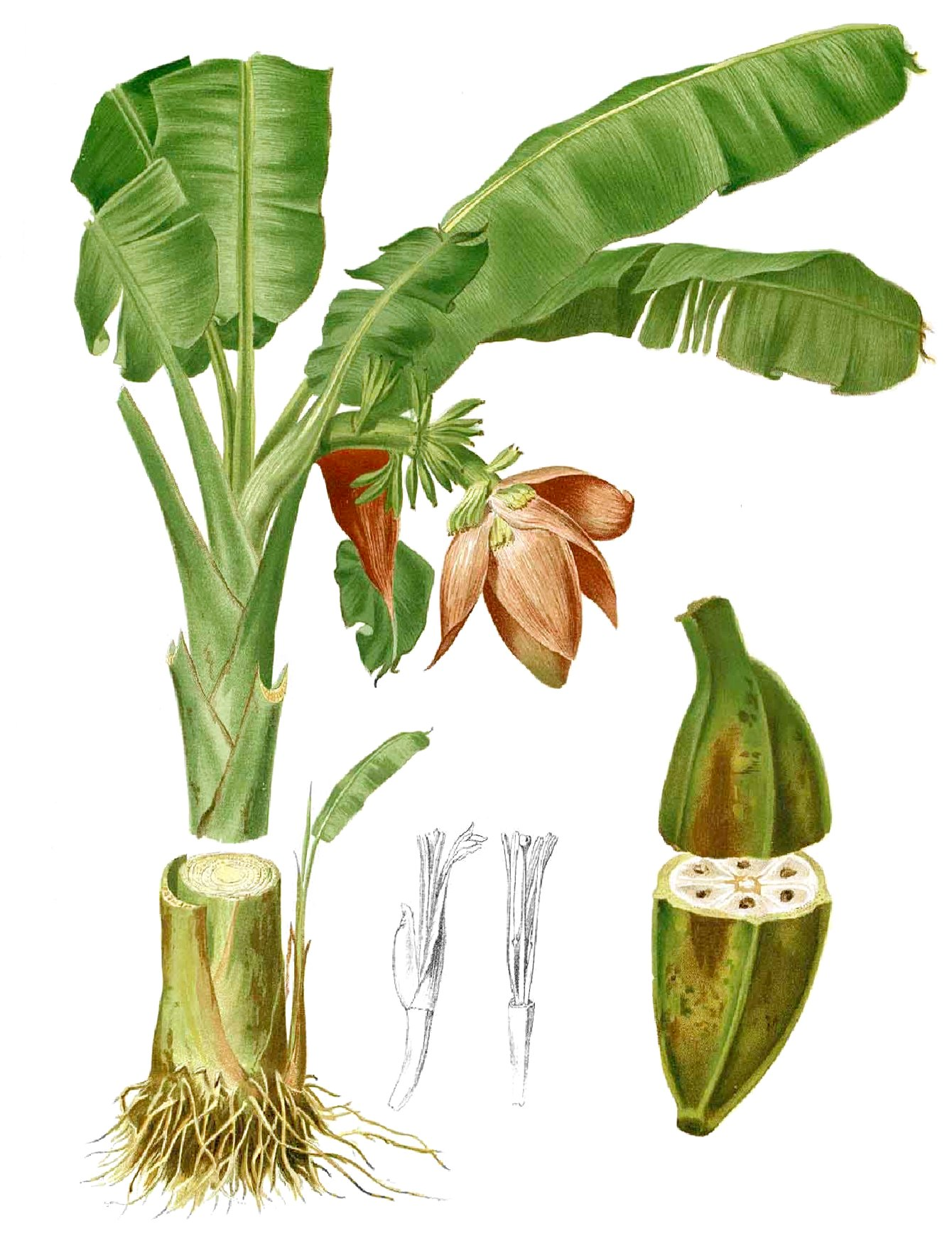
Musa troglodytarum de Francisco Manuel Blanco, «Flora de Filipinas» (1880-1883?).

La banana o plátano fe'i (también fehi o féi) es un cultivo del género Musa, utilizadas principalmente por su fruto. Son distintos en apariencia y origen de la mayoría de los plátanos que se cultivan actualmente, los cuales se derivan de diferentes especies silvestres. Se encuentran principalmente en las islas del Pacífico, particularmente en la Polinesia Francesa, los plátanos fe'i tienen pieles que son de color naranja a rojo brillante con pulpa amarilla o naranja en el interior. Por lo general, se comen cocidos y han sido un alimento importante para los isleños del Pacífico, quienes los llevan consigo a medida que migran a través del océano. La mayoría son ricos en betacaroteno, que es un precursor de la vitamina A.
El nombre científico de los plátanos fe'i es Musa × troglodytarum L., aunque no quedó claro de forma precisa de qué especies silvestres descienden hasta enero de 2013.

## Descripción

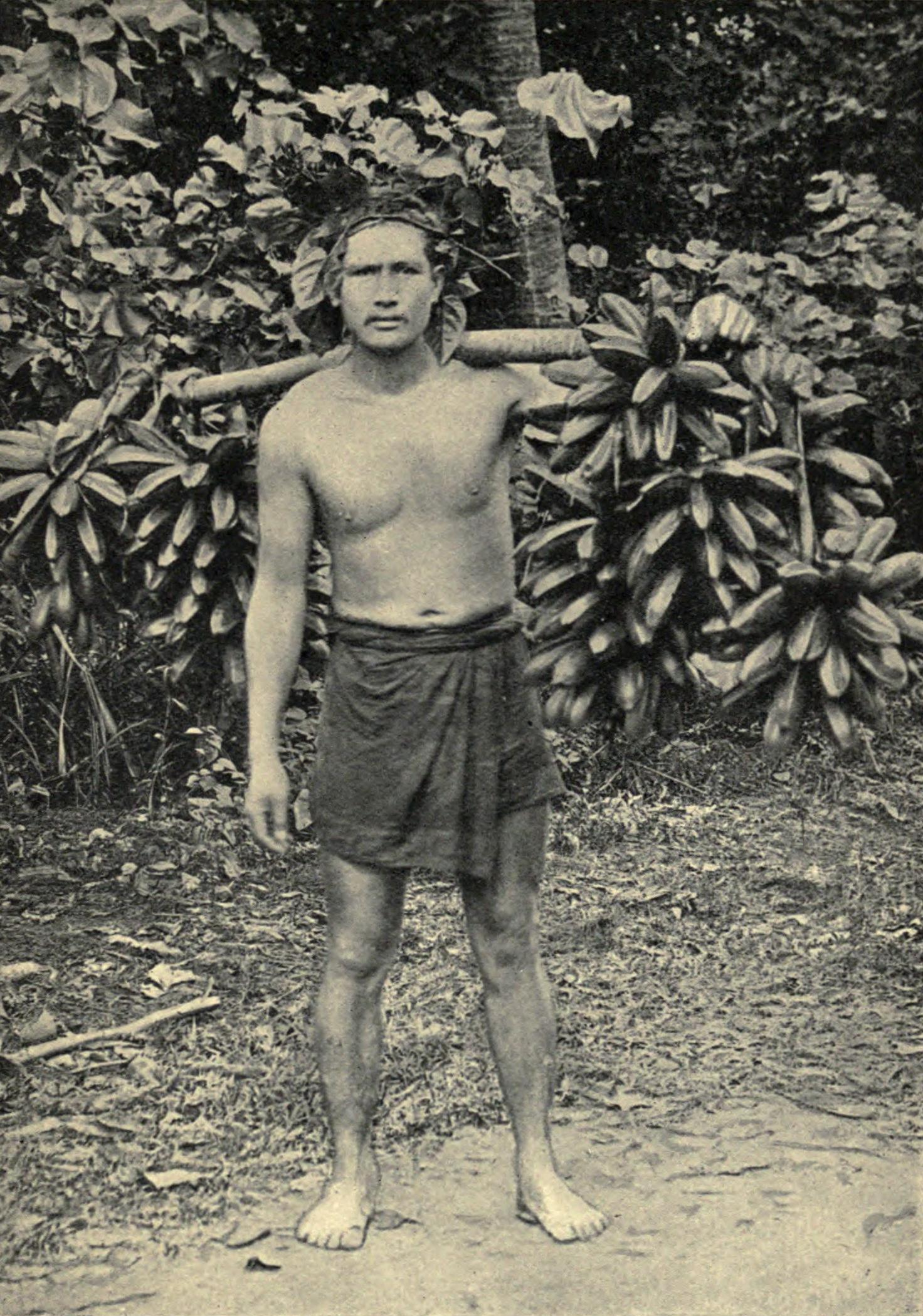
Fotografía anterior a 1906 titulada «Hombre de las colinas llevando feis a Papeete» (Tahití)

Los plátanos fe'i son variedades cultivadas (cultivares), en lugar de formas silvestres. Son claramente diferentes de los plátanos mucho más comunes derivados de Musa acuminata y Musa balbisiana. Todos los miembros del genus Musa son plantas herbáceas, típicamente alrededor de 3–10 m de altura o incluso más. Aunque parezcan árboles, el «tronco» es en realidad un seudotallo, formado a partir de las bases apretadas de las hojas. En la madurez, cada seudotallo produce un solo tallo floreciente que crece dentro de él, y finalmente emerge de la parte superior. A medida que se alarga, aparecen flores femeninas que continúan formando fruta: los plátanos. Finalmente se producen flores masculinas. En las bananas cultivadas, la fruta generalmente no tiene semillas y las flores masculinas son estériles.
Los plátanos fe'i se pueden distinguir de otros tipos de bananos cultivados de varias maneras. Tienen una savia muy colorida, de rosa a magenta brillante y púrpura oscuro. Las brácteas de la espiga floreciente (inflorescencia) son de color verde brillante y brillante en lugar de rojo opaco o púrpura. El tallo de floración y fructificación es más o menos vertical (en lugar de caerse), de modo que los racimos de plátanos también son verticales. La fruta madura tiene una piel brillante de color naranja, cobre o rojo con pulpa anaranjada o amarilla en el interior. Tiene crestas prominentes, lo que lo hace cuadrado en sección transversal.

## Sistemática

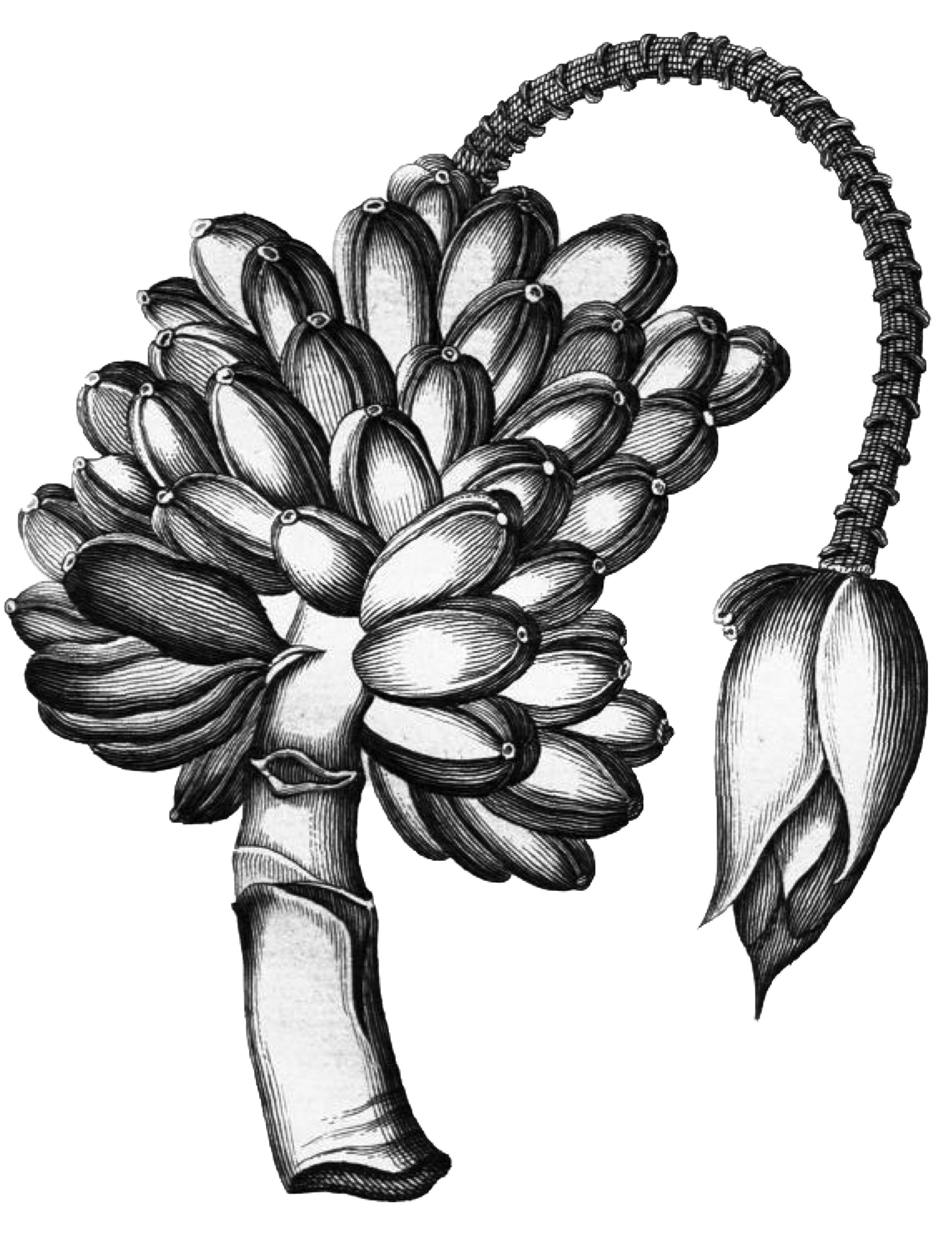
Musa Uranoscopos, lectotipo de Musa troglodytarum L.; de Rumphius (1747), Herbarium amboinensis, tab. 61.

Al igual que con muchos nombres en el género Musa, ha existido una considerable confusión en cuanto al nombre científico apropiado (si lo hay) para la banana fe'i. Algunas autoridades han preferido tratar las bananas fe'i como un grupo de cultivares formales o informales en lugar de emplear un binomio latino, usando nombres como Musa (Grupo fe'i) utafan.
Uno de los primeros relatos detallados del género Musa fue del botánico germano-holandés Georg E. Rumphius (1627-1702). Su Herbarium amboinensis fue publicado en 1747, después de su muerte. Su figura y descripción de una «especie» bajo el nombre de Musa uranoscopos («plátano de aspecto celestial») es consistente con un plátano fe'i; se refiere a la espiga de floración vertical (aunque la figura, reproducida aquí, muestra la caída del brote terminal), la savia de color y el efecto de su consumo sobre la orina.
Sin embargo, el punto de partida para los nombres botánicos es la publicación de Species Plantarum de Carlos Linneo en 1753, por lo que Musa uranoscopos no es un nombre aceptable. En la segunda edición de Species Plantarum, Linneo reunió a las Musa uranoscopos y Musa pissang batu bajo el nombre de Musa troglodytarum, a pesar de que Rumphius había notado varias distinciones entre ambas. El tratamiento de Linneo ha sido descrito como «más allá de la comprensión». En 1917, Merrill designó la ilustración de Musa uranoscopos de Rumphius como el lectotipo de Musa troglodytarum L. Sobre esta base, Häkkinen, Väre y Christenhusz concluyeron en 2012 que «todos los cultivares de fe'i, incluidos los que aparecen en las famosas pinturas de Paul Gauguin, deberían ser tratado bajo el nombre de M. troglodytarum L.». Otras fuentes también aceptan esto como el nombre científico para el grupo en su conjunto, como por ejemplo Rafaël Govaerts en 2004. El nombre puede escribirse como M. × troglodytarum para enfatizar el origen híbrido de los plátanos fe'i.
Son sinónimos de M. troglodytarum:
- M. uranoscopos Rumphius (1747) - publicado antes de 1753, por lo que no es un nombre aceptable
- M. uranoscopos Lour. (1790) - un nombre superfluo porque se proporcionó como un nombre alternativo al de Linneo, por ende ilegítimo; La descripción de João de Loureiro se basa en una planta diferente, M. coccinea.
- M. uranoscopos Colla (1820) - superfluo y por ende ilegítimo
- M. uranoscopos Mig. (1855) - superfluo y, por ende, ilegítimo
- M. uranoscopos Seem. (1868) - superfluo y por ende ilegítimo
- M. seemannii Mueller (1875) - superfluo y, por ende, ilegítimo
- M. fehi Bertero ex Vieillard (1862)

Mientras que la mayoría de los plátanos y bananas cultivados se derivan de especies en la sección Musa, los plátanos fe'i son claramente parte de la sección Callimusa (en particular, las especies anteriormente agrupadas como sección Australimusa). Sin embargo, sus orígenes precisos no están claros. Sobre la base de la apariencia (morfología), Musa maclayi, originaria de Papua Nueva Guinea, se ha propuesto como antecesora. Estudios genéticos más recientes sugieren que están emparentados con M. lolodensis y M. peekelii, tanto de Nueva Guinea como de las islas vecinas. Los plátanos fe'i pueden ser híbridos entre varias especies silvestres diferentes. Generalmente se considera que se originaron en Nueva Guinea y luego se extendieron hacia el este y hacia el norte (hasta las islas hawaianas) para su uso como alimento.
Se han encontrado algunos cultivares que parecen ser intermedios entre los plátanos fe'i y los plátanos y bananas Musa de la sección más común. Aunque la parte del tallo que sostiene el fruto está en posición vertical, el resto del tallo se dobla para que el brote terminal mire hacia los lados o hacia abajo. Un ejemplo es el cultivar Tati'a de Tahití. El análisis molecular de las bananas con este hábito de crecimiento de Papua Nueva Guinea ha mostrado evidencia de aportes genéticos de M. acuminata y M. balbisiana, los padres de la sección de cultivares de Musa. La ilustración de Rumphius de su Musa uranoscopos muestra la misma morfología, aunque esto podría ser una licencia artística.

## Distribución

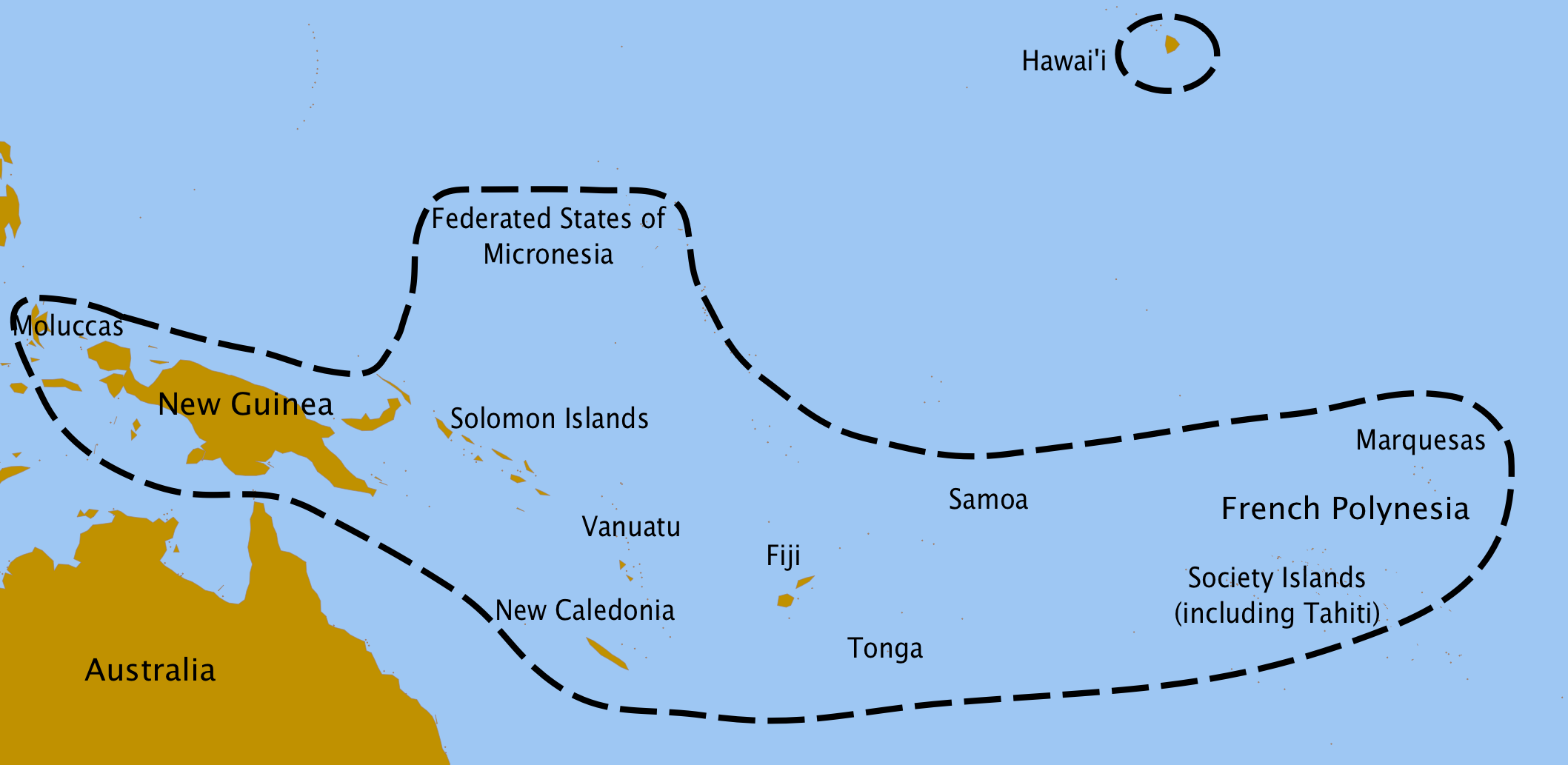
Las líneas discontinuas muestran la región en la que se encuentran los plátanos fe'i y donde, al menos históricamente, se han utilizado como alimento.

Los plátanos fe'i se encuentran principalmente desde las Molucas en el oeste hasta la Polinesia Francesa en el este, particularmente las Islas de la Sociedad y las Marquesas. Han sido importantes tanto como alimento básico como alimento ceremonial, aunque su cultivo y uso ha disminuido considerablemente en las últimas décadas. Cuando los isleños del Pacífico se extendieron en canoa por todo el Pacífico (véase: Migración polinésica de las canoas), transportaron plátanos fe'i consigo. El cultivo se remonta a alrededor de 250 a. C. en las Marquesas y alrededor de 800 d. C. en Tahití en las Islas de la Sociedad. Se cree que se originaron en el área de Nueva Guinea, donde se producen cultivares con semillas, al igual que las especies silvestres de las que se cree que descienden.

## Cultivares

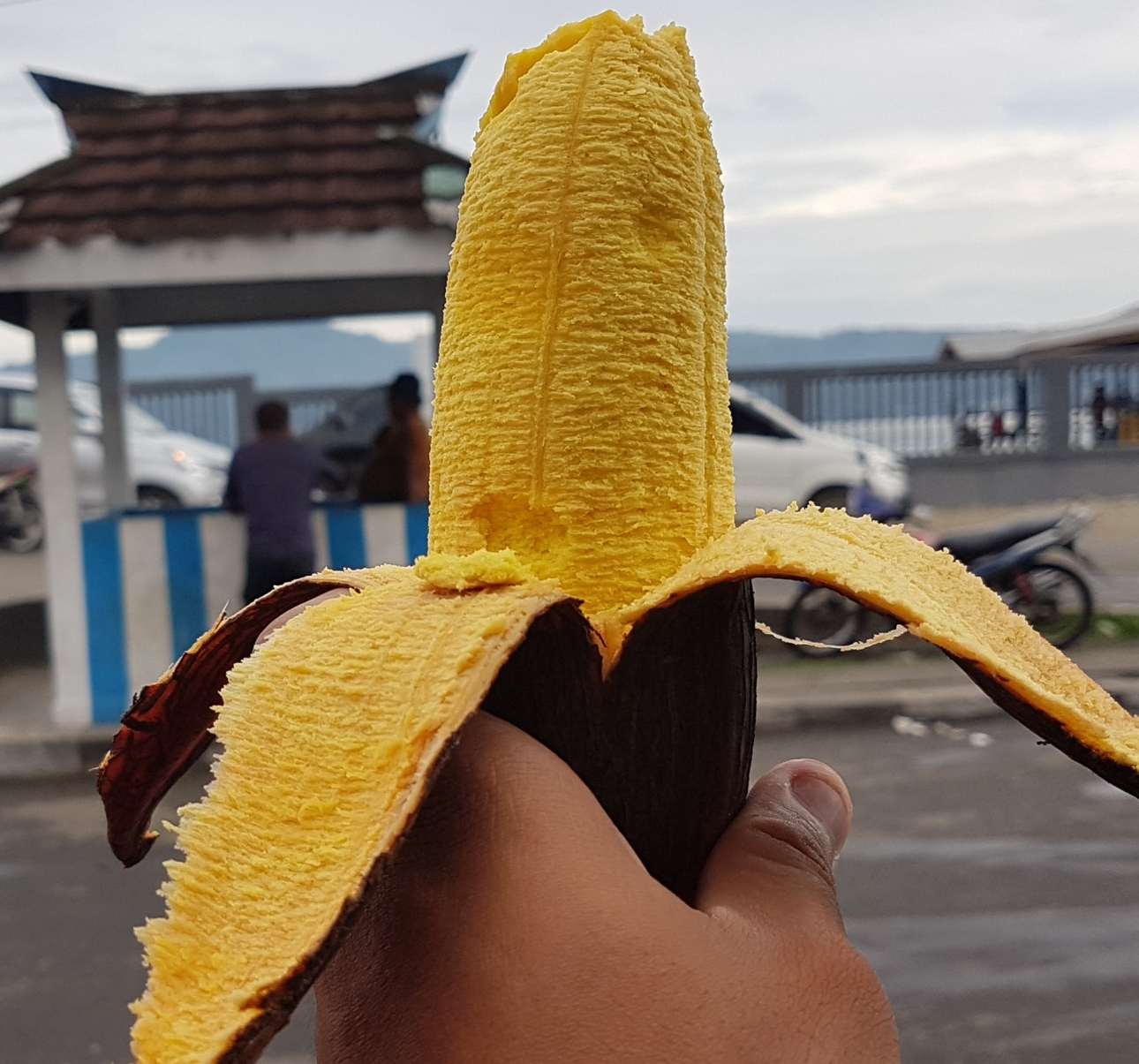
Pisang Tongkat Langit.

Las bananas fe'i no se cultivan comercialmente. Hay listas de cultivares para diferentes islas, pero no está claro si son sinónimos, ya que el mismo cultivar se conoce con diferentes nombres en diferentes lugares e idiomas. Además, no está claro si los nombres locales se aplican a los cultivares (es decir, variedades cultivadas distintas) o a grupos más amplios. Así, Ploetz et al. se refiere a un plátano encontrado en el este de Indonesia con el nombre de cultivar Pisang Tongkat Langit. Sin embargo, pisang tongkat langit puede traducirse como «banana de palo de cielo» o «banana de caña celestial», correspondiente al nombre de Rumphius Musa uranoscopos («banana que mira al cielo»). Pisang tongkat langit es tratado por otras fuentes como una referencia a M. × troglodytarum como un todo y no a un solo cultivar. Se ha informado una variación genética significativa entre las bananas de las Molucas para las cuales se usa este nombre.
La siguiente lista es selectiva; donde se dan muchos nombres en las fuentes, se concentra en aquellos con la mayor descripción disponible.
- Estados Federados de Micronesia, particularmente Pohnpei:[12][13]

Cultivares tipo Karat:
- Karat Kole o Karat Pwono: plátano de forma redonda, carne de color amarillo anaranjado
- Karat Pako: plátano más largo, piel áspera, pulpa naranja amarillenta
- Karat Pwekhu: plátano más pequeño, pulpa naranja amarillenta

Cultivares tipo Utin lap:
- Utin Iap o Uht En Yap: racimo en forma de cono, bananas pequeñas, carne naranja
- Utimwas: bananas pequeñas, pulpa naranja

- Islas Salomón:[14]
  - Aibwo o Suria: piel madura naranja; carne amarilla anaranjada
  - Fagufagu: piel madura naranja, carne amarilla anaranjada
  - Gatagata o Vudito: piel madura naranja-marrón, carne amarilla anaranjada
  - Toraka Parao: piel madura roja; carne amarilla anaranjada
  - Warowaro: piel madura marrón; carne amarilla
- Indonesia oriental:[1]
  - Pisang Tongkat Langit
- Papúa Nueva Guinea:
  - Menei, Rimina, Utafan, Sar, Wain
- Nueva Caledonia:
  - Daak
- Fiyi:
  - Soaqa
- Islas de sociedad:
  - Fe'i Aiuri, Fe'i Tatia
- Hawai'i:
  - Borabora, Polapola, Mai'a Ha'i

## Usos

### Comestible

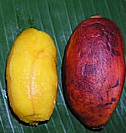
Plátanos Karat pelado y sin pelar

Los plátanos fe'i generalmente se comen como plátano macho, es decir, generalmente se cocinan en lugar de comerse crudos. Han sido descritos como «deliciosos y nutritivos cuando se hornean o hierven, especialmente si las rebanadas se envuelven en crema de coco fresca». También se han descrito como «desagradablemente astringentes» a menos que se cocinen, que tengan mayores proporciones de almidón y menores proporciones de azúcar que otros tipos de plátano. Sin embargo, en los Estados Federados de Micronesia, algunos cultivares, en particular los Karat Pwehu, Karat Pako y en menor medida, Utin Iap (o Uht En Yap), se comen comúnmente crudos cuando están completamente maduros. Los plátanos Karat tienen una textura suave y un sabor dulce y eran un alimento tradicional para el destete en la isla micronesia de Pohnpei.
En los países donde los plátanos fe'i alguna vez fueron un alimento importante, se ha pasado de comer alimentos tradicionales a comer alimentos importados. Los plátanos con pulpa más blanca son preferibles a las variedades tradicionales con pulpa de color profundo. Un problema con los plátanos fe'i es que comerlos provoca la producción de orina de color amarillo, que se cree que es causada por la excreción de un exceso de riboflavina presente en la fruta. Este efecto llevó a la gente a creer que los plátanos fe'i podrían no ser seguros para comer, particularmente para los niños. Junto con el cambio de los alimentos tradicionales, ha habido un aumento en la deficiencia de vitamina A. Se ha demostrado que los plátanos fe'i con pulpa de color más profundo contienen altos niveles de beta-caroteno, un precursor de la vitamina A. Una campaña promocional de un año en Pohnpei en 1999 para alentar el consumo de cultivares de Karat tuvo cierto éxito y aumentó las ventas.
Los niveles de beta-caroteno varían considerablemente entre las bananas fe'i. En un estudio de cultivares tradicionales de las Islas Salomón, el nivel más alto de beta-caroteno encontrado en un cultivar fe'i fue de casi 6,000 µg por 100 g de carne en comparación con el nivel más alto de 1,300 µg en un cultivar que no es fe'i. Sin embargo, hubo una superposición; Algunas variedades fe'i contenían menos beta-caroteno que las variedades no-fe'i.

### Otros usos
Las plantas de banano fe'i tienen muchos otros usos. Al igual que otros tipos de plátano, las hojas se pueden usar como platos o recipientes para alimentos cocidos. También se pueden usar como material para techos, particularmente para cabañas temporales. Las fibras del nervio central de las hojas se pueden usar para hacer cuerdas, a menudo utilizadas para transportar racimos de plátanos. Otras partes fibrosas de las hojas se pueden secar y trenzar en esteras y artículos similares. Los pseudotalos son flotantes, por lo que pueden usarse para hacer balsas temporales.
Los plátanos fe'i tienen una savia rojiza distintiva que no se desvanece fácilmente al exponerse a la luz. Se usa para teñir y también se ha usado para hacer tinta.

## Informes históricos
Muchos de los primeros exploradores europeos de las islas del Pacífico escribieron sobre el plátano fe'i. En 1768, Daniel Solander acompañó a Joseph Banks en el primer viaje de James Cook al Océano Pacífico a bordo del Endeavour. En el relato que publicó más tarde, observó cinco tipos de plátanos o bananos llamados fe'i por los tahitianos. William Ellis vivió en las Islas de la Sociedad en la década de 1850. Se refiere al nombre fe'i, diciendo que los plátanos fe'i eran «el alimento principal para los habitantes de algunas islas». También señaló que «las plantas de banano fe'i tienen un racimo de frutas en posición vertical».
Charles Darwin visitó Tahití en las Islas de la Sociedad en 1835 y dio una cuenta en El viaje del Beagle. Aunque no menciona el nombre fe'i, habla del «plátano de montaña»: «A cada lado del barranco había grandes lechos de plátano de montaña, cubiertos de fruta madura. Muchas de estas plantas medían entre veinte y veinticinco pies de alto y entre tres y cuatro de circunferencia». Se ha observado que los plátanos fe'i crecen mejor en Tahití en laderas al pie de los acantilados.
Laurence H. MacDaniels publicó un estudio del plátano fe'i en 1947. Informó que los plátanos fe'i eran el alimento básico en carbohidratos de los isleños de la Sociedad, y que más del 95% de los plátanos en venta eran de tipo fe'i. Aunque se encontraron algunas plantas de banano fe'i en jardines, la mayoría de los plátanos se recolectaron de la «naturaleza», se cree que se plantaron en el pasado y se abandonaron.

## En la cultura popular

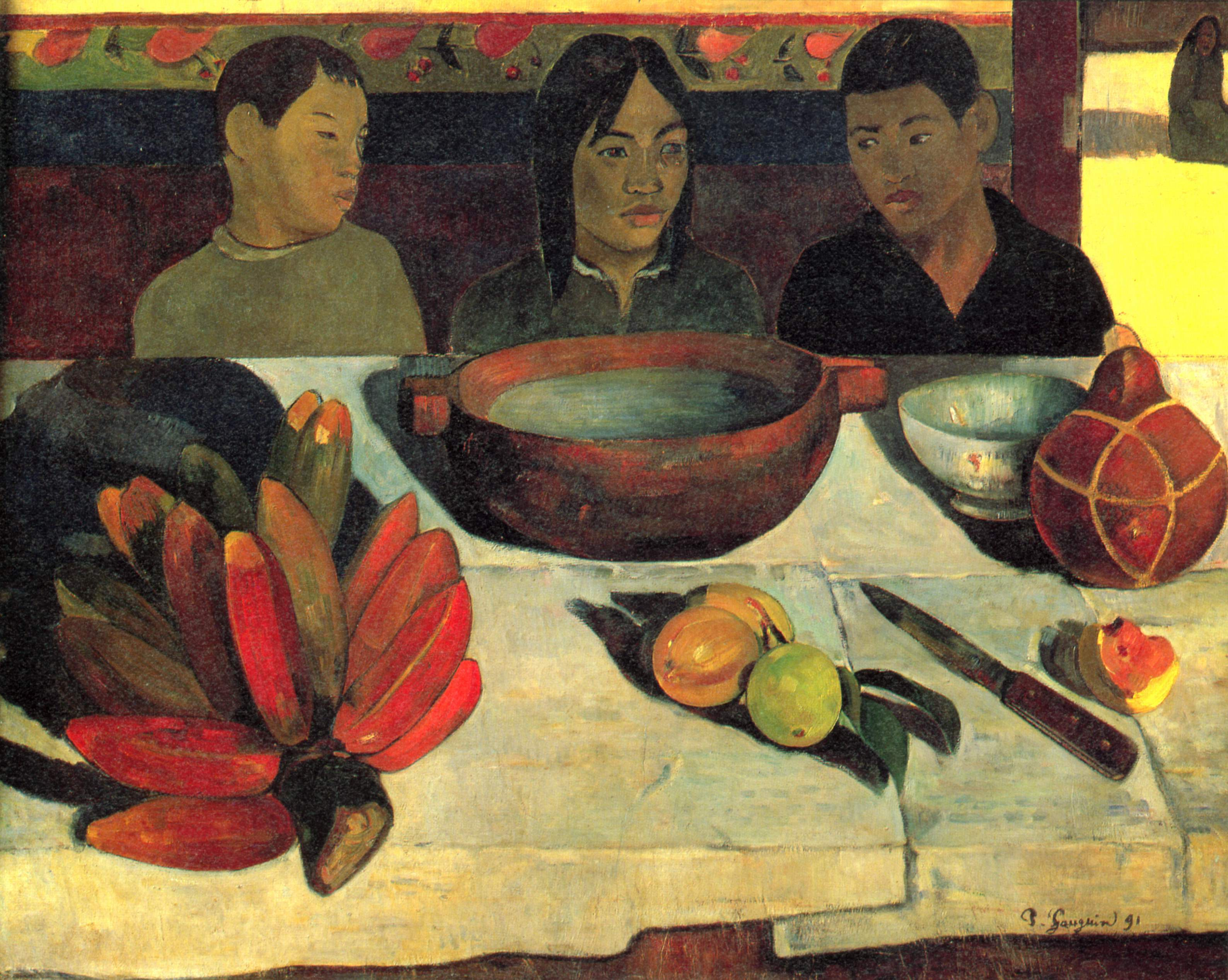
Le Repas de Paul Gauguin; Banano fe'i a la izquierda

Los plátanos fe'i son un componente importante de las fiestas ceremoniales en las Marquesas y las Islas de la Sociedad. Los plátanos Karat son uno de los pocos tipos de plátanos que se pueden usar en presentaciones ceremoniales en Pohnpei, Micronesia. Una leyenda de Samoa es que el plátano de montaña y el plátano de las tierras bajas lucharon. El plátano de montaña (fe'i), ganó. Lleno de orgullo por su victoria, el plátano de montaña levantó la cabeza en alto, mientras que el plátano derrotado en las tierras bajas nunca volvió a levantar la cabeza. (Los plátanos fe'i tienen un tallo fructífero vertical, mientras que el tallo fructífero se cae en otros tipos de plátano).
Los brillantes colores rojo anaranjado de los plátanos fe'i los hacen atractivos para los artistas. El pintor postimpresionista francés Paul Gauguin visitó las Islas de la Sociedad, incluida Tahití, hacia fines del siglo XIX. En tres de sus obras incluye plátanos fe'i: Le Repas (1891), La Orana Maria (1891) y Paysage de Tahiti (1891).
Los plátanos fe'i fueron uno de los principales productos básicos de Liv Coucheron-Torpand y Thor Heyerdahl durante su estancia de un año y medio en la isla marquesana de Fatu Hiva en 1937-38. Thor informó que los plátanos fe'i crecieron alrededor de su cabaña en Fita Hiva, mientras que en Tahití solo vieron plátanos fe'i creciendo «en acantilados casi inaccesibles».

## Conservación
Los cultivares de banano fe'i, junto con otros materiales de propagación de cultivos del Pacífico, se han guardado en el Centre for Pacific Crops and Trees («Centro de Cultivos y Árboles del Pacífico», CePaCT), que cataloga las plantas vivas de la región del Pacífico para su conservación. Se recolectaron más de 100 muestras de bananos fe'i en la Polinesia Francesa, de granjas aisladas en seis islas diferentes. Las muestras se conservarán en un banco de genes en Tahití, y se conservarán duplicados en CePaCt.